# Sukekiyo
sukekiyo（スケキヨ）は、DIR EN GREYのメンバー京率いるバンド。2013年10月結成。

## 概要
DIR EN GREYの京のソロプロジェクトとして、2013年10月に結成。
同年12月29日にSUGIZOのツアー「THRIVE TO REALIZE」ファイナル公演でのオープニングアクト、12月30日に「COUNTDOWN JAPAN 13/14」への出演と、バンドの正体を明かさぬまま2本のライブを行う。「COUNTDOWN JAPAN 13/14」出演直後にオフィシャルサイト上へアーティスト写真を掲載し、京のソロプロジェクトであることを明らかにした。
sukekiyoの構想は結成の4、5年前からあり、「音楽的なことよりも違う人間とやることで違う”屈折”の仕方をすることに興味があった」という京が断片的に曲を作っていた中、それを形にするためにメンバーを集めて結成した。
コンセプトは無いものを作ること、無国籍な匂いのするもので、一般常識的な考えで作るのではなく、感覚的にいいと思えるものや刺激的なものができればいいとしている。バンド名は横溝正史の推理小説『犬神家の一族』の佐清に由来し、名前だけではジャンルや音楽性を想像できないことと、佐清の白いマスクを思い浮かべることで一発で覚えてもらえることから名付けられた。
2014年1月1日、全世界111カ国のiTunes Storeにて楽曲「aftermath」のミュージックビデオを配信開始し、同チャートで1位を獲得。4月30日に1stアルバム『IMMORTALIS』をリリースした。

## メンバー
- voice：京（きょう）
  - DIR EN GREYのVoice担当。サイドプロジェクトとして、音楽バンドsukekiyo以外にも詩集や写真集などのトータルプロデュースを手掛けている。
  - テルミンやカオスパッド、the PIPEという声で演奏する楽器も扱う。
- guitar/piano：匠（たくみ）
  - ex.RENTRER EN SOI。フリーランスサウンドクリエーター。DIR EN GREYのマニピュレーターでもある。
  - 音源ではベースを弾く事もある。
  - 外出の際はフィールドレコーダーを持ち歩き、鳥の鳴き声や海の音など、楽曲に合う音などを見つけては録音している。
- guitar：utA（うた）
  - ex.9GOATS BLACK OUT。
  - ギター以外にヴィオリラという楽器を演奏する。
  - ライブではシンセサイザーやDJ機材等も使用する。
- bass：YUCHI（ゆち）
  - kannivalism（活動休止中だが、解散発表はされていない）。
  - エレキベースだけでなくアップライトやシンセベース、デジタルパーカッション、マラカスも扱う。
- drums：未架（みか）
  - ex.RENTRER EN SOI。
  - 映像プロダクションunravel.（アンラベル）代表、ディレクター。プロモーション映像やバックスクリーン映像なども手掛けている。
  - 自身のソロプロジェクトは「forbidden days rhapsody」（活動停止中）。

## ディスコグラフィ

### 配信曲
| 配信日        | タイトル         | 備考                                  |
| 2014年1月1日  | aftermath        | iTunes storeにてMV配信                |
| 2020年4月15日 | Valentina [Demo] | sukekiyo onlineにてストリーミング配信 |
| ------------- | ---------------- | ------------------------------------- |

### 参加作品
| 発売日         | タイトル                 | 収録曲   | 規格 | 販売生産番号  |
| 2017年11月22日 | TRIBUTE OF MUCC -縁[en]- | ガーベラ | 2CD  | MSHN-044〜045 |
| -------------- | ------------------------ | -------- | ---- | ------------- |

## ミュージックビデオ
| 監督   | 曲名                                                 |
| orange | 「aftermath」(原案・イメージ・展開・出演者の選出:京) |
| 未架   | 「in all weathers」(鬼束ちひろが出演)                |